# Wendelstein-Seilbahn

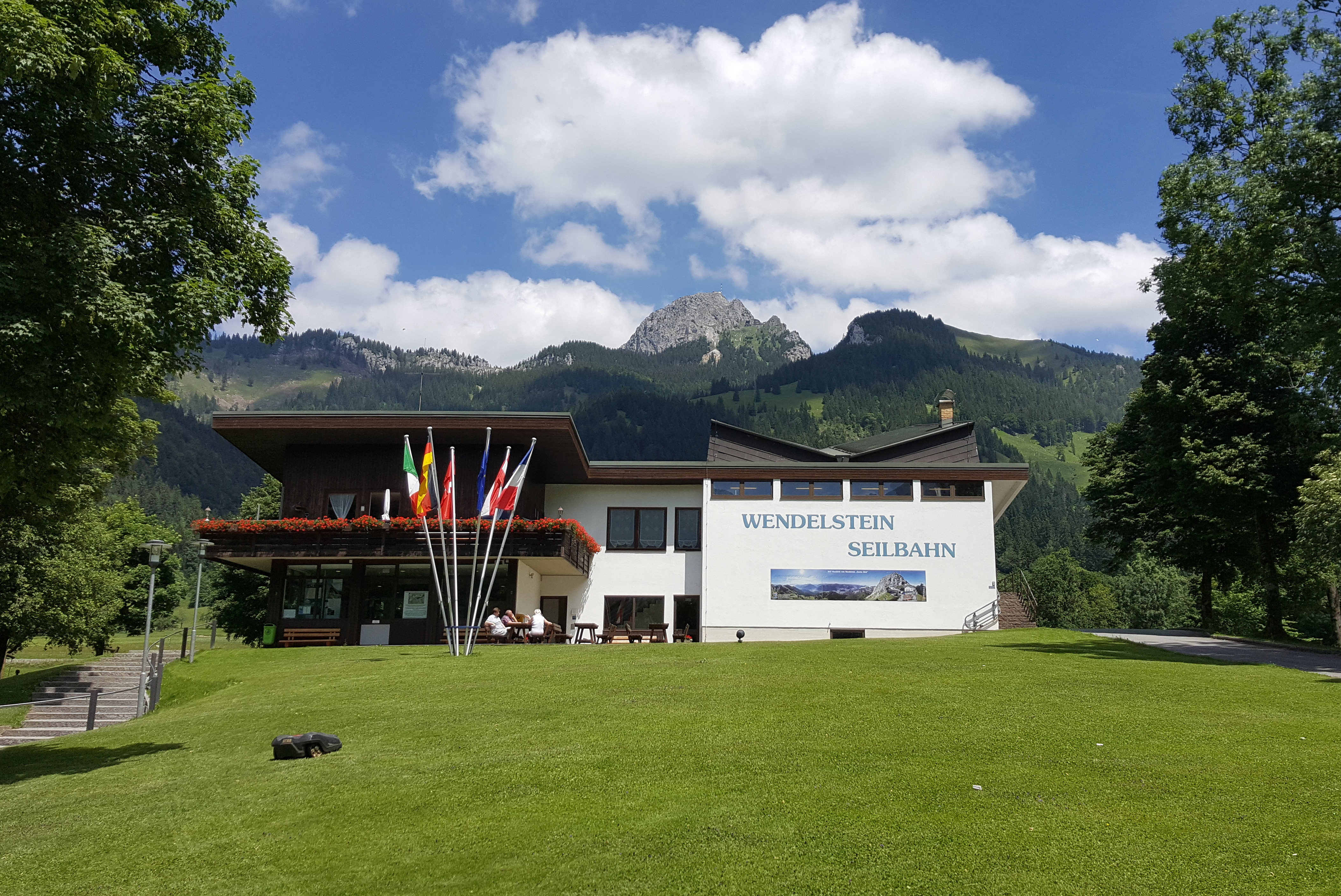
Talstation (2017)

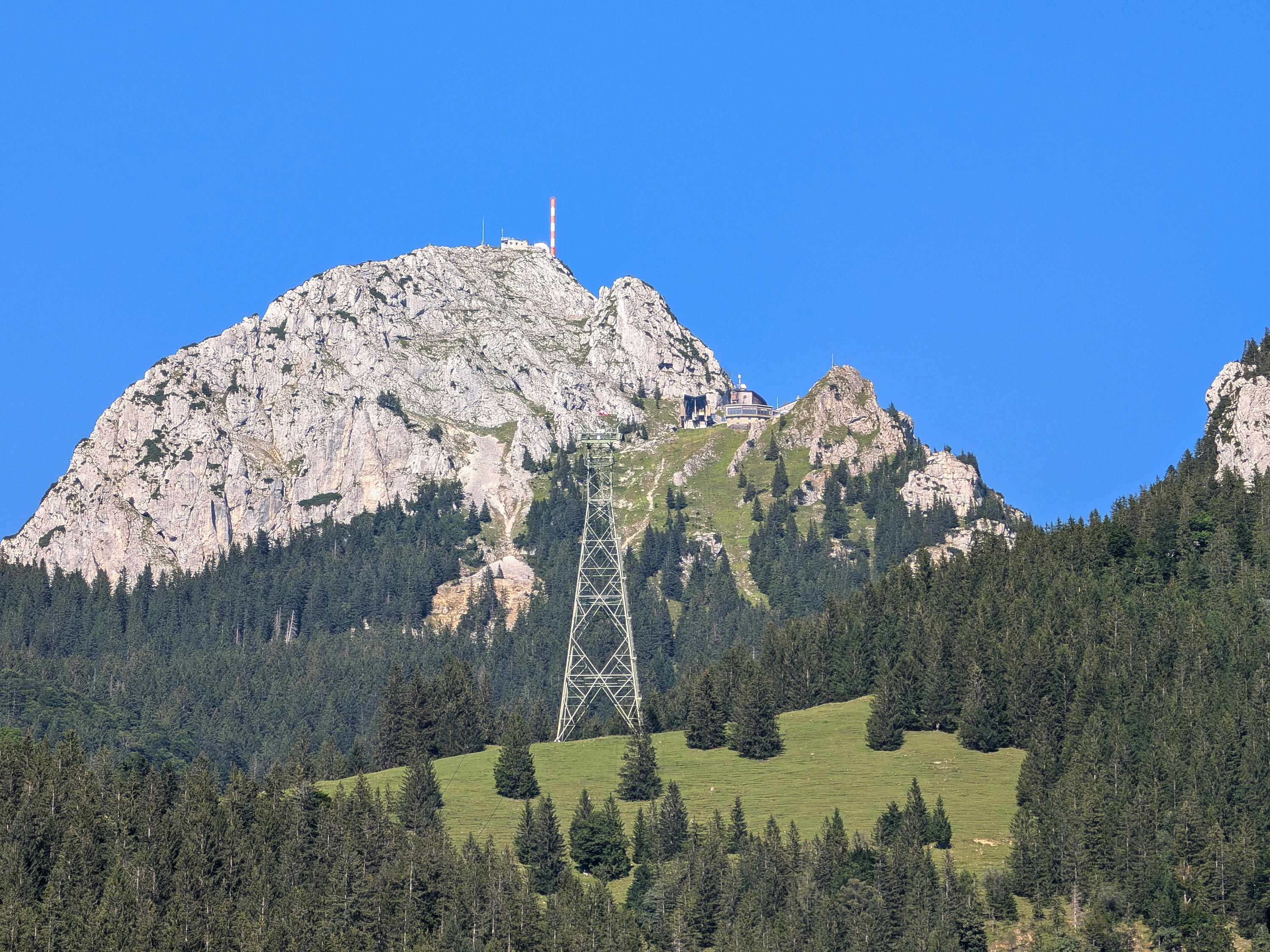
Stützpfeiler (2024)

Die Wendelstein-Seilbahn ist eine Großkabinenseilbahn und nach der wesentlich älteren Wendelstein-Zahnradbahn die zweite Bergbahn am Wendelstein. Die 2953 m lange Pendelbahn wurde von Pohlig-Heckel-Bleichert innerhalb von 18 Monaten gebaut und 1970 in Betrieb genommen. Sie erschließt den Berg von Bayrischzell-Osterhofen über die Südwest-Seite.
Die Wendelstein-Seilbahn, deren Kabinen aus der Herstellung des österreichischen Herstellers Carvatech (vormals Swoboda) stammen und maximal 50 Personen fassen, besitzt ein Tragseil mit 50 mm und ein Zugseil mit 30 mm Durchmesser. Der Antrieb erfolgt mit einem Motor von maximal 490 PS. Sie hat eine Höchstgeschwindigkeit von 36 km/h (10 m/s). In 7 Minuten überwindet sie damit einen Höhenunterschied von 932 m und erreicht eine Beförderungskapazität von bis zu 450 Personen/Stunde.
Die Talstation liegt auf 792 m und die Bergstation auf 1727 m.
Sie verfügt nur über eine einzige Stütze mit der beachtlichen Höhe von 75 Metern, der maximale Bodenabstand beträgt 170 m.